# Bianca Cugno
Bianca Cugno, née le 22 avril 2003 à Devoto (es) (Argentine), est une joueuse internationale argentine de volley-ball évoluant au poste de pointue.

## Biographie

### Carrière
Originaire de la province de Córdoba, elle commence la pratique du volley-ball au sein de sa localité natale de Devoto (es), avant de rejoindre l'universitario de Córdoba puis l'Estudiantes de La Plata. Lors de la saison 2020-2021, elle dispute le Championnat d'Argentine avec l'équipe de Boca Juniors (es).
A 18 ans, elle rejoint le Championnat de France en s'engageant avec le Béziers Volley. Le 1er avril 2023, elle fait partie de l'équipe remportant la première Coupe de France de l'histoire du club, face au RC Cannes.
En juin 2023, elle s'engage avec la formation du Levallois Paris Saint-Cloud. Lors de sa première saison, elle est sacrée championne de France après la double victoires de son équipe en finale des play-offs face à Nantes. Lors du match retour en Loire-Atlantique, elle inscrit 31 points dont 2 blocs et 1 ace (46% d'efficacité à l'attaque). Elle termine également meilleure marqueuse de LAF avec 554 points inscrits. Elle remporte un deuxième titre national lors de l'exercice 2024-2025,,, édition où elle inscrit 633 points, finissant à la 3e place du classement des meilleures marqueuses de SP6.

### Équipe nationale argentine
Avec l'équipe d'Argentine des moins de 16 ans, elle remporte le Championnat d'Amérique du Sud en 2017. Elle réitère cette performance l'année suivante dans la catégorie des moins de 18 ans. Pour ces deux compétitions de jeunes, elle est désignée à chaque fois meilleure joueuse.
Elle intègre pour la première fois l'équipe d'Argentine lors de la saison internationale 2021, où elle dispute notamment le Championnat d'Amérique du Sud, conclut à la 3e place. 
Elle fait partie de la liste des 14 joueuses retenues par le sélectionneur Hernán Ferraro (es) pour le Championnat du monde 2022 où l'équipe se classe 16e.
En 2023, elle remporte la Coupe panaméricaine, tournoi où elle élue meilleure joueuse. Elle réitère cette performance lors de la Coupe panaméricaine 2024, après la victoire en finale face aux États-Unis.

## Clubs
- Boca Juniors (es) (2020–2021)
- Béziers Volley (2021–2023)
- Levallois Paris SC (2023–2025)
- Osasco VC (2025–)

## Palmarès

### En sélection nationale
- Championnat d'Amérique du Sud des moins de 16 ans (1) :
  - Vainqueur en 2017.

- Championnat d'Amérique du Sud des moins de 18 ans (1) :
  - Vainqueur en 2018.

- Championnat d'Amérique du Sud :
  - Finaliste en 2023.
  - 3e place en 2021.

- Coupe panaméricaine (2) :
  - Vainqueur en 2023, 2024.

### En club
- Championnat de France (2) :
  - Vainqueur en 2024, 2025.

- Coupe de France (1) :
  - Vainqueur en 2023.

- Supercoupe de France :
  - Finaliste en 2021, 2024.

### Distinctions individuelles
- Meilleure joueuse du Championnat d'Amérique du Sud des moins de 16 ans 2017.
- Meilleure joueuse du Championnat d'Amérique du Sud des moins de 18 ans 2018.
- Meilleure joueuse de la Coupe panaméricaine 2023.